# Курско-Васильевский сельсовет
Курско-Васильевский сельсовет — сельское поселение в Северном районе Оренбургской области Российской Федерации.
Административный центр — село Курская Васильевка.

## История
Статус и границы сельского поселения установлены Законом Оренбургской области от 2 сентября 2004 года № 1424/211-III-ОЗ «О наделении муниципальных образований Оренбургской области статусом муниципального района, городского округа, городского поселения, установлении и изменении границ муниципальных образований».

## Население
| 2010 | 2012 | 2013 | 2014 | 2015 | 2016 | 2017 |
| ---- | ---- | ---- | ---- | ---- | ---- | ---- |
| 623  | ↘609 | ↘598 | ↘584 | ↗589 | ↘586 | ↘571 |
| 2018 | 2019 | 2020 | 2021 |      |      |      |
| ↘544 | ↘529 | ↘524 | ↘503 |      |      |      |

## Состав сельского поселения
| № | Населённый пункт   | Тип населённого пункта       | Население |
| - | ------------------ | ---------------------------- | --------- |
| 1 | Вертима            | посёлок                      | 67        |
| 2 | Кувак              | посёлок                      | 13        |
| 3 | Курская Васильевка | село, административный центр | 497       |
| 4 | Михайловка         | посёлок                      | 4         |
| 5 | Черновка           | деревня                      | 42        |